# Motor Mazda MZR

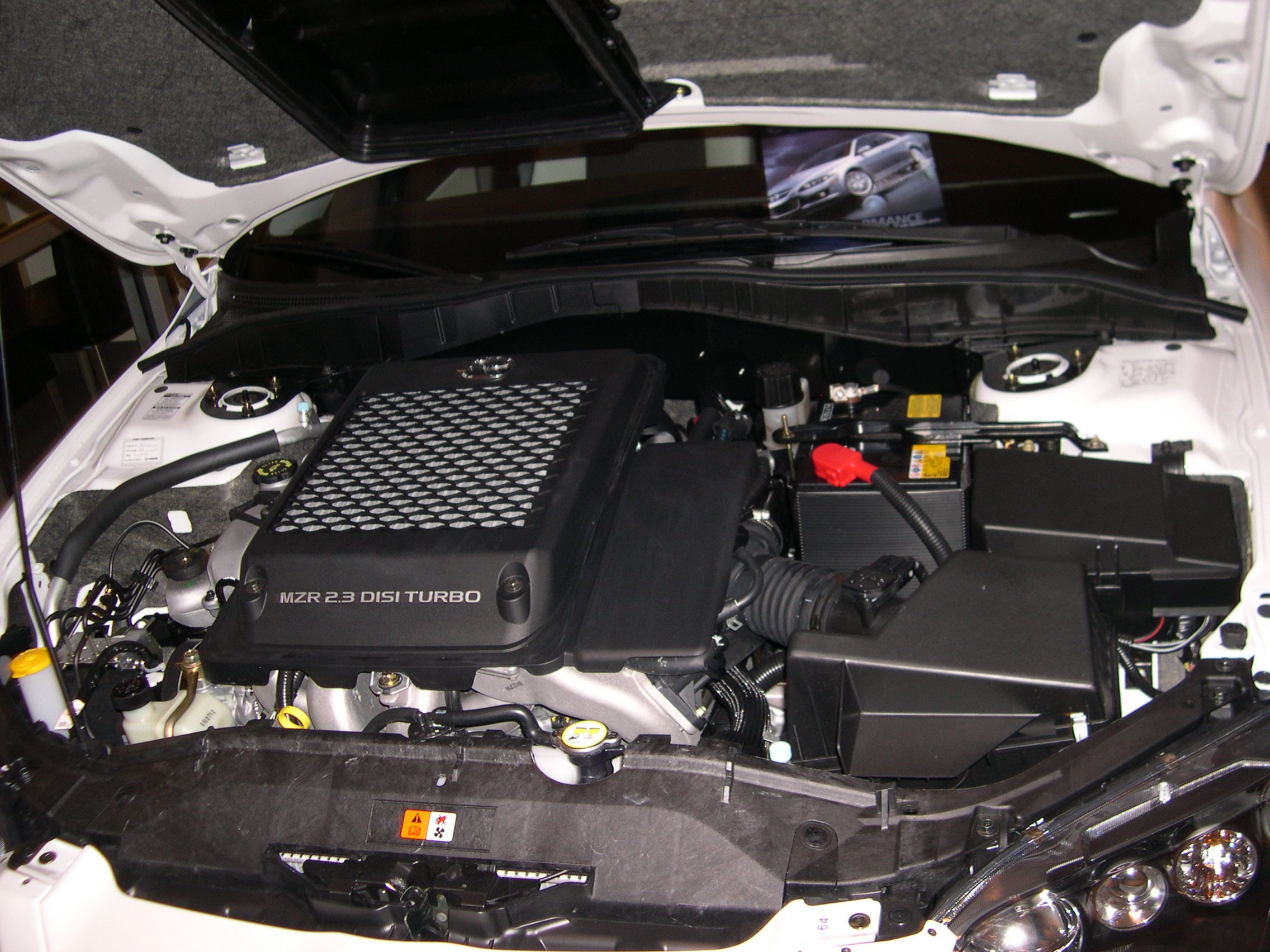
Motor DISI Turbo en un Mazdaspeed 6

Els motors MZR de Mazda són l'última generació de motors de gasolina de 4 cilindres de Mazda. La seva creació va ser assistida per Ford Motor Company, que els ven sota el nom de Duratec. La Família MZR destaca per tenir un disseny òptim per tenir una major torsió, un sistema de distribució variable VVT i un exhaust header d'acer inoxidable 4:1.
El motor DISI Turbo va ser afegit al Ward's 10 Best Engines del 2006 i 2007.

## 1.4
El motor 1.4 L (1349 cc) té un diàmetre (bore) de 74 mm i la carrera (stroke) és de 78,4 mm. Té una relació de compressió de 10.0:1
Vehicles que equipen aquest motor:
- Mazda2 i Mazda Demio
- Mazda3

## 1.5
El motor 1.5 L (1498 cc) té un diàmetre (bore) de 78 mm i la carrera (stroke) és de 78,4 mm (la mateixa del 1.4 L).
Vehicles que equipen aquest motor:
- Mazda2 i Mazda Demio
- Mazda Verisa
- Mazda Axela i Mazda3

## 1.6
El motor 1.6 L (1598 cc) té un diàmetre (bore) de 78 mm (el mateix del 1.5 L) i la carrera (stroke) és de 83,6 mm. Té una relació de compressió de 10.0:1
Vehicles que equipen aquest motor:
- Mazda3

## 1.8
El motor 1.8 L (1798 cc) té un diàmetre (bore) de 83 mm i la carrera (stroke) és de 83,1 mm. Té una relació de compressió de 10.8:1. Ford Motor Company l'anomena DHE-418.
Vehicles que equipen aquest motor:
- Mazda 6 a Europa.
- Mazda 5.
- Ford Mondeo (2000-2007).

El 2003 es presenta una versió SCi (Smart Charge injection), el primer motor d'injecció directa de gasolina que Ford fabrica a Europa. Aquests motors se fabriquen a Colònia (Alemanya) i València (Espanya). De moment, només la comercialitza Ford.
Vehicles que equipen aquest motor:
- Ford Mondeo (2003-).

## 1.8 Flex
El 1.8 L Flexfuel pot funcionar amb gasolina i E85. Substitueix a l'anterior 1.6 Flex.
Vehicles que equipen aquest motor:
- Ford Focus (2004-)
- Ford Focus C-MAX

## 2.0
El motor 2.0 L (1999 cc) té un diàmetre (bore) de 87,5 mm i la carrera (stroke) és de 83,1 mm (la mateix del 1.8 L). És el mateix motor Duratec 20 de Ford Motor Company.
Vehicles que equipen aquest motor:
- Mazda6 a Europa.
- Mazda Axela i Mazda3
- Mazda5 i Mazda Premacy
- Mazda MX-5

## 2.3
El motor 2.0 L (1999 cc) té un diàmetre (bore) de 87,5 mm i la carrera (stroke) és de 83,1 mm. És el mateix motor Duratec 23 de Ford.
Vehicles que equipen aquest motor:
- Mazda6 i Mazda Atenza
- Mazda Axela i Mazda3
- Mazda5 i Mazda Premacy
- Mazda MPV
- Mazda Tribute

## 2.3 DISI
Es tracta d'una versió amb turbocompressor del motor 2.3, amb injecció directa.
Vehicles que equipen aquest motor:
- Mazdaspeed6 i Mazda Atenza MPS
- Mazda CX-7
- Mazdaspeed3

## 2.5
Es tracta d'una evolució de l'anterior 2.3L, el qual substituirà. Amb un cubicatge de 2.5L (2488 cc), té un diàmetre (bore) de 89 mm (3.5 in) i una carrera (stroke) de 100 mm (3.94 in). La seva compressió és de 9.7:1 i s'espera que tingui una potència d'almenys 168 cv i uns consums de fins a 34 mpg (14,4 km/litre). Ford el ven com a Duratec 25.
Vehicles que equipen aquest motor:
- 2009-actualitat: Mazda6